# Warriors – Einsatz in Bosnien
Warriors – Einsatz in Bosnien (Originaltitel: Warriors) ist ein zweiteiliges britisches TV-Drama aus dem Jahr 1999, das die Erlebnisse einer Gruppe britischer Blauhelmsoldaten im Bosnienkrieg schildert.

## Hintergrund
Kurz nach dem Ausbruch des Bosnienkriegs 1992 werden Soldaten der UNPROFOR in Bosnien und Herzegowina stationiert. Der Film schildert die Erlebnisse der Besatzung eines Warrior-Schützenpanzers eines britischen Blauhelm-Bataillons im Raum Vitez 1992/93. Die Soldaten werden mit den Folgen des ethnischen Konflikts unmittelbar konfrontiert. Ihr auf Selbstverteidigung beschränktes Einsatzmandat zwingt sie auch angesichts schwerster Kriegsverbrechen weitgehend zur Untätigkeit. Die teilweise traumatischen Erlebnisse verfolgen die Soldaten auch nach ihrer Rückkehr.
Die dargestellten Personen und Ereignisse sind fiktiv, haben aber einen realen Hintergrund in den ethnischen Säuberungen im Lašva-Tal im Jahr 1993. Diese waren Gegenstand mehrerer Kriegsverbrecherprozesse vor dem Internationalen Strafgerichtshof für das ehemalige Jugoslawien. Regisseur Peter Kosminsky führte in Vorbereitung der Dreharbeiten zahlreiche Interviews mit an dem realen Einsatz beteiligten Soldaten.
Der Film wurde für die BBC produziert und erstmals auf BBC One ausgestrahlt. Die Erstausstrahlung im deutsch- und französischsprachigen Fernsehen erfolgte im November 2000 auf ARTE.

## Kritik
„Ein ergreifendes Fernsehspiel von dokumentarischer Genauigkeit, das auf alles Spekulative verzichtet und in seinen Einzelbeobachtungen den Atem stocken lässt.“

## Auszeichnungen (Auswahl)
- British Academy of Film and Television Arts Television Awards (2000): 2 Auszeichnungen, darunter Bester Dramamehrteiler
- Festival de Télévision de Monte-Carlo (2000): Goldene Nymphe für Beste Miniserie
- Festival international des programmes audiovisuels Biarritz (2000): Fipa d’Or
- Prix Italia (2000) für Fiktion-Serie
- Royal Television Society Television Awards (2000): 4 Auszeichnungen, darunter Bestes Filmdrama